# Semiramis znovu poznaná (Mysliveček)
Semiramis znovu poznaná nebo jen Semiramis (v italském originále Semiramide (riconosciuta)) je italská opera seria ve třech dějstvích českého skladatele Josefa Myslivečka z 18. století. Byla složena na libreto italského básníka Pietra Metastasia, které zhudebnil poprvé roku 1729 Leonardo Vinci. Původní Metastasiovo libreto Mysliveček patrně zkrátil a upravil, jak bylo při nových zhudebněních zvykem; tyto změny však nelze identifikovat.

## Vznik a historie díla
Tato opera byla, pomineme-li operu-kantátu Zmatek na Parnasu (chronologie obou děl navíc není jednoznačná), první opera, kterou Mysliveček složil, a to jen dva roky poté, co se trvale přestěhoval z Prahy do Itálie, a jen čtyři roky poté, co začal ve svých 24 letech brát hodiny kompozice. Jako taková je mimořádným výkonem. Ačkoli byla uvedena v menším operním centru v Bergamu v severní Itálii v průběhu letního trhu 1766, upoutala dostatek pozornosti, aby vedla k zakázce pro Myslivečka na novou operu Bellerofontés pro Teatro San Carlo v Neapoli, jejíž jednoznačný úspěch jej poté trvale zařadil mezi vedoucí operní skladatele v Itálii až do jeho smrti roku 1781. Premiérové obsazení nebylo tvořeno zpěváky prvořadých schopností, avšak prostší árie a ansámbly pro ně napsané doznaly v Itálii a střední Evropě značného rozšíření jakožto součást sbírek árií. Verze těchto árií a ansámblů s náboženskými texty, které nahradily původní italské libreto, byly šířeny ve střední Evropě až do raného 19. století; samostatně hrána byla rovněž předehra (symfonie) D dur. Je známo, že Semiramis byla znovu provozována v Alessandrii v roce 1766 a v Praze roku 1768, když se Mysliveček vrátil do svého města vyřídit pozůstalost po své matce a byl uvítán s poctami. Lze předpokládat, že si Mysliveček ke svému prvnímu pokusu na poli opery seria zvolil vhodný model, který by mu byl při skladbě vodítkem. V tomto případě to zřejmě byla Semiramids skladatele Tommassa Traetty, která byla uvedena v Benátkách o karnevalu (tedy na počátku) roku 1765, kdy se Mysliveček v Benátkách zdržoval a učil se kompozici u Giovanna Battisty Pescettiho. Mezi jinými znaky na spřízněnost s Traettovou verzí poukazuje obdobná zdrženlivá virtuozita.
Myslivečkovi, jakožto dosud neznámému skladateli, se nepodařilo svou prvotinu uvést v samotných hudebně náročných Benátkách. Město Bergamo však v té době patřilo k Benátské republice a bylo jedním z kulturních "předpolí" Benátek, kde se mohla uplatnit díla začínajících skladatelů aspirujících na úspěch v hlavním městě. Nemělo v té době ještě vlastní operní divadlo a Semiramis byla provedena ve slavnostním sále pevnosti (citadely).

## Osoby a první obsazení
| Osoba                                                        | Hlasový obor     | Premiéra (léto 1766)              |
| ------------------------------------------------------------ | ---------------- | --------------------------------- |
| Semiramis (Semiramide), egyptská princezna                   | soprán           | Caterina Galli                    |
| Mirteo, egyptský princ, bratr Semiramis                      | soprán (kastrát) | Adamo Solzi                       |
| Sibari, dříve zamilován do Semiramis                         | alt              | Rosa Polidora (v kalhotkové roli) |
| Idreno/Scitalce, indický princ, dříve zamilován do Semiramis | soprán (kastrát) | Carlo Nicolini                    |
| Tamiri, princezna baktrijská                                 | soprán           | Marianna Bucinelli                |
| Ircano, skythský princ                                       | soprán (kastrát) | Antonio Pini                      |

## Děj opery
Děj italských oper "vážného stylu" (opera seria) 18. století je téměř vždy položen do dávné nebo legendární minulosti a je postaven kolem historických či pseudohistorických osobností nebo postav antické mytologie. Hlavní postava Metastasiovy Znoupoznané Semiramis je založena na osobnosti legendární asyrské královny Semiramis, jejíž život je kladen do 9. století př. n. l. Metastasio se v předmluvě k libretu odvolává na Diodora, avšak historka o královně vládnoucí v převlečení za vlastního syna pochází z díla Marca Iuniana Iustina. Většinu děje však tvoří Metastasiova vlastní komplikovaná milostná zápletka typická pro operní zvyklosti jeho doby.

### 1. dějství
V Babylónu vládne král Nino, což je ve skutečnosti Semiramis, manželka bývalého krále, která se vydává za dědice trůnu; jejím důvěrníkem a tajným nápadníkem je Sibari. Pod její patronací si má baktrijská princezna Tamiri zvolit manžela ze tří nápadníků: skythského prince Ircana, indického prince Scitalceho (který kdysi svedl a unesl Semiramis, ale opustil ji, když jej Sibari věrolomným dopisem přesvědčil o Semiramidině nevěře) a egyptského prince Mirtea (který je ve skutečnosti bratrem Semiramis, ale oba se domnívají, že jejich sourozenec je mrtev).
Při audienci se "Nino" (Semiramis) a Scitalce poznají, prozatím se však rozhodnou zachovat mlčení. Když si ale Tamiri vyvolí Scitalceho, Semiramis to nevydrží a svatbu odkládá. Oba zbylí nápadníci v tom vidí druhou šanci; Ircano se domnívá, že nejúčinnější by bylo Sciltaceho zabít.

### 2. dějství
Šťastný Tamiřin ženich – Scitalce – má při zásnubním obřadu vypít pohár. Toho hodlá využít Sibari, který jej považuje za svého rivala u Semiramis, a pohár otráví; k tomuto plánu se ochotně připojí i Ircano, pro kterého je indický princ soupeřem u Tamiri. Scitalce však, pod vlivem Semiramidiny přítomnosti, začíná pochybovat o svém zájmu o Tamiri a pohár nakonec bez smočení rtů odloží. Rozzlobená Tamiri tedy volí Ircana, ten však (z jiného mu dobře známého důvodů) vypití poháru rovněž odmítne. Tamiri je rozzuřena zejména na Scitalceho a jen to, že jej Semiramis dá zatknout Sibarim, jej zachrání před horšími důsledky hněvu zklamané nevěsty. Mezitím se Ircano, který o Tamiri stále stojí, domlouvá se Sibarim na jejím únosu.

### 3. dějství
Únos Tamiri se nezdařil a souboji mezi nyní znepřátelenými Sibarim a Ircanem zabrání jen třetí nápadník Mirteo. Sibari se k němu obrátí jako k novému spojenci a přesvědčuje ho, že Scitalce kdysi zavraždil Mirteovu sestru. Semiramis se dozví o nebezpečí, které Scitalcemu od Mirtea hrozí, a chce jej zachránit tím, že mu nabídne svou ruku. Scitalce je však stále přesvědčen o její nevěře a odmítá.
Před královským trůnem se má nyní konat souboj Scitalceho a Mirtea. Na Mirteovu výzvu, aby Scitalce vysvětlil, proč zabil jeho sestru (tj. Semiramis), vytáhne Scitalce starý Sibariho obžalovávající dopis. Sibariho intrika tak vyjde najevo a rovněž Ircano přispěchá s vysvětlením, jak to bylo s otráveným pohárem. Sibari se pod tlakem přiznává a odhaluje identitu všech zúčastněných. Žádná sestra tedy zavražděna nebyla, král je ve skutečnosti královna (což shromážděnému lidu nevadí za podmínky, že si vezme Scitalceho) a Tamiri se pro účely manželství musí spokojit s Mirteem jakožto třetím nápadníkem v pořadí.

## Nahrávky
- árie: "Tu mi disprezzi, ingrato", Sturm und Drang 2. Signum Classics: 2020. The Mozartists, dir. Ian Page, sol. Ida Ränzlöv.